# Wahnesia saltuaria
Wahnesia saltuaria – gatunek ważki z rodziny Argiolestidae.
Owad ten jest endemitem części Nowej Gwinei należącej do Papui-Nowej Gwinei.